# Joan Femenías del Salto
Joan Femenías del Salto (nascut el 19 d'agost de 1996) és un futbolista manacorí que juga com a porter al Reial Saragossa.

## Carrera de club
Nascut a Manacor, Mallorca, Illes Balears, Femenías es va incorporar a l'equip juvenil del Vila-real CF l'any 2013, procedent del CE Constància. Va fer el seu debut sènior amb el filial el 22 de març de 2015, entrant com a substitut a la segona part d'Anton Shvets en una derrota per 3-1 a Segona Divisió B fora del CE Eldenc.
Abans de la campanya 2015-16, Femenías va ser assignat a l'equip C de Tercera Divisió. Definitivament va ser ascendit a l'equip B el juliol de 2016, però només es va convertir en titular habitual la temporada 2018-19 després de la marxa d'Ander Cantero.
El 17 de juliol de 2019, l'agent lliure Femenías va signar un contracte d'un any amb el nouvingut de Segona Divisió CF Fuenlabrada. Tercera opció per darrere de Biel Ribas i Pol Freixanet, va debutar professionalment el 28 de juny de 2020, substituint aquest últim en la primera part de l'1-1 a casa contra l'Extremadura UD.
El 12 d'agost de 2020, Femenías va signar un contracte de dos anys amb el Real Oviedo també de segona divisió. Va ser titular indiscutible del conjunt abans de passar al Levante UD, acabat de descendir, l'1 de juliol de 2022.